# Hard 2 Face Reality
«Hard 2 Face Reality» (співзвучно із «Hard To Face Reality», укр. Важко пережити реальність) — пісня американського продюсера Poo Bear, за участі канадського співака Джастіна Бібера та американського репера Джея Електроніки. Виконавці разом написали пісню з Кеннетом Кобі та Деном Кантером, останній з яких виступив також продюсером пісні разом з Poo Bear. Пісня видана 6 квітня 2018 року як провідний сингл із майбутнього дебютного студійного альбому Poo Bear під назвою Poo Bear Presents: Bearthday Music.

## Створення
Демо пісні вперше з'явилася в Інтернеті ще 2014 року. 4 лютого 2018 року, Poo Bear, під час радіо-шоу Beats 1, сказав своєму співрозмовнику Ебро Дардену, що він випустить пісню в кінці місяця.

## Автори
Інформацію про авторів отримано із сервісу Tidal.
Виконавці
- Poo Bear — композиція, продюсування
- Джастін Бібер — композиція
- Джей Електроніка — композиція

Музиканти
- Кеннет Кобі — композиція
- Ден Кантер — композиція, продюсування

Студійні працівники
- Колін Леонард — майстер-інжиніринг
- Джош Гудвін — зведення

## Чарти
| Чарт (2018)                                    | Найвища позиція |
| ---------------------------------------------- | --------------- |
| Австрія (Ö3 Austria Top 75)                    | 71              |
| Канада (Canadian Hot 100)                      | 78              |
| Чехія (Singles Digitál Top 100)                | 73              |
| Данія (Tracklisten)                            | 23              |
| Нідерланди (Mega Single Top 100)               | 70              |
| Нова Зеландія Heatseekers (RMNZ)               | 5               |
| Норвегія (VG-lista)                            | 28              |
| Словаччина (Singles Digitál Top 100)           | 88              |
| Швеція (Sverigetopplistan)                     | 59              |
| Швейцарія (Media Control AG)                   | 88              |
| США Bubbling Under Hot 100 Singles (Billboard) | 6               |